# CPT対称性
CPT対称性 (CPTたいしょうせい) は、物理法則のチャージ（C）、パリティ（P）、および時間（T）を同時に反転させる変換に対する基本的な対称性である。

## 歴史
CPT定理は、「全ての物理現象でCPT対称性が保存される」とするものである。この定理は、量子力学の法則とローレンツ不変性 (Lorentz invariance) が正しいことを前提としている。具体的には、CPT定理は「エルミートなハミルトニアンを持つすべてのローレンツ不変な局所場の量子論は、CPT対称性を持たなければならない」と述べている。
CPT定理は、1951年のジュリアン・シュウィンガーがスピン統計定理を証明した研究において初めて暗に示された。1954年、ゲアハルト・リューダースおよびヴォルフガング・パウリはより明示的な証明を導いた。そのためこの定理はLüders-Pauliの定理としても知られる。同時に、そして独立に、この定理はジョン・スチュワート・ベルによっても証明された。これらの証明は、量子場の相互作用におけるローレンツ不変性および局所性の原理の妥当性に基づいている。続いて、レス・ヨストは公理的場の量子論の枠組みの中でより一般的な証明を与えた。
1950年代の実験によって、弱い相互作用を含む現象でP対称性の破れが生じていることが明らかになった。また、それまでにはC対称性の破れがすでに知られていた。さらに、その後に、弱い相互作用ではCP対称性もわずかに破れていることがわかった。このことは、CPT不変性によると、T対称性も同様に破れていることを示唆している。

## 派生
固定されたz方向のローレンツブーストを考える。これは虚数回転パラメータによる時間軸をz軸へ回転することと解釈することができる。もし、この回転パラメータが実数ならば、時間方向とz方向に対して180°反転することができる。一つの軸の方向を反転することは任意の次元数の空間における反射（鏡映）である。もし空間が3次元なら、z軸の反射はx-y-zすべての座標を反射することと等価である。なぜならx-y平面内での追加的な180°の回転が含まれうるためである。
これは、もし反粒子が時間を逆向きに進むとするファインマン＝シュテュッケルベルグ解釈を適用するなら、CPT変換を定義する。この解釈は多少の解析接続を必要とする。これは以下の仮定のもとでのみ明確に定義される：
1. 理論がローレンツ不変である；
2. 真空がローレンツ不変である；
3. エネルギーが下に有界である.

これらの条件が満たされるなら、場の量子論はハミルトニアンを用いてすべての演算子を虚数へ変換することによって定義されたユークリッド理論へ拡張することができる。ハミルトニアンの交換関係およびローレンツ生成子は、ローレンツ不変性が回転不変性でありうることを保証する。そのためどんな状態でも180°回転させることができる。
二回連続のCPT反射は360°回転と等価であるため、フェルミ粒子は二回のCPT反射によって符号が変わる。一方、ボース粒子の符号は変わらない。この事実はスピン統計定理を証明するために用いられる。

## 帰結と示唆
このCPT対称性に関する派生事実からの帰結は、CPT対称性の破れは自動的にローレンツ対称性の破れを意味するということである。
CPT対称性によると、 我々の宇宙の"鏡像" —すべての物体の位置が虚数平面で反射され（パリティ反転に対応する）、すべて運動量が反転し（時間反転に対応する）、そしてすべての物質が反物質に置き換えられた（チャージ反転に対応する）鏡像宇宙— はわれわれの宇宙と全く同じ物理法則によって発展していくであろう、ということが示唆される。CPT変換はわれわれの宇宙をその"鏡像"へと変換し、その逆もまた行う。CPT対称性は物理法則の基本的な性質として認識されている。
この対称性を保存するためには、C, P, Tのうちどの二つの要素の組み合わせでの破れ（例えばCP）は三つ目の要素（T）の破れも必然的に伴わなければならない。実際、数学的にこれら（例えばCP対称性の破れとT対称性の破れ）は同等である。このように、T対称性の破れは、専らCP対称性の破れとして言及される。
CPT定理はピン群を考慮に入れることによって一般化することができる。

## CPT対称性の破れ
2002年、オスカル・グリーンベルグは、CPT対称性の破れはローレンツ対称性(Lorentz symmetry)の破れを暗に示すことを証明した。
このことは、CPT対称性の破れに対するどの研究もまたローレンツ対称性の破れを含んでいることを示唆している。
しかしながら、Chaichianらはグリーンベルグの結果に疑義を唱えている。グリーンベルグは、その論文のモデルは自分の結果とは関係ないと返事している。
ローレンツ対称性の破れに関する実験結果は圧倒的多数が否定的である。これらの実験結果の詳細な一覧が"Data Tables for Lorentz and CPT Violation"に要約されている。